# ELGG
ELGG — Elgg — это свободное (Open Source) программное обеспечение, доступное под лицензией GPL 2.0, платформа для построения социальных сетей любого уровня и назначения — от небольших интранет-порталов компаний, образовательных учреждений до открытых интернет-сообществ (система управления содержимым, CMS). Написан на PHP, использует JavaScript и Ajax-технологии. Для хранения информации использует в качестве хранилища базу данных MySQL.

## История ELGG в России
В России и русскоязычных странах эта система долгое время не была развита ввиду значительных проблем с русским языком. Начиная с ноября 2008 года сообществом форума PRTeam.ru началось обсуждение проблем связанных с установкой и настройкой ELGG.
В конце апреля появилась первая сборка — ELGG 1.5 PRTeam Edition, в которой были решены основные проблемы и был сделан русский перевод.
21 мая 2009 года, ввиду пожеланий сообщества выделить обсуждение на отдельный специализированный сайт, компанией Unionlab и сообществом было создано Русское сообщество CMS ELGG и одновременно была выпущена вторая по счету сборка ELGG — ELGG 1.5 Rus Unionlab. В этой сборке использованы новые пути решения проблем и она стала ближе к оригинальной англоязычной сборке.
В настоящее время проводятся дальнейшие работы по адаптации ELGG к русскому языку.
2 июня 2009 года — создан SVN-репозиторий для совместной работы над русской версией ELGG.
15 марта 2010 года — Русским сообществом Elgg была собрана адаптированная для использования в России Elgg 1.7 Rus. Поддержка проекта осуществлялась компанией UnionLab. Elgg 1.7 Rus размещена на сайте Русского сообщества Elgg (для зарегистрированных в сообществе пользователей) и на сайте компании UnionLab (для всех пользователей)
В 2016 году портал Русского сообщества CMS ELGG (elgg.spb.ru) прекратил работу. Обсуждение проекта ведется на основном англоязычном портале elgg.org

## Описание системы
ELGG включает в себя ядро и большое число плагинов (модов) расширений. В настоящий момент разработано множество модулей (плагинов) расширения.

## Основные возможности
- Профиль

Elgg поставляется с набором полей профиля, которые могут быть дополнены или изменены администратором сайта.
Используя мощную систему виджетов, или элементов, пользователи могут выбрать из галереи имеющиеся виджеты для создания полного, разнообразного и индивидуального профиля.
Профиль Elgg действует как широкое поле для обзора сайта и внешних источников, представления пользователем информации о себе, а также как удобное средство общения.
- Активность

В Elgg 1.5 впервые появляется развитая система учета активности, которая дает возможность легко и быстро прослеживать деятельность по всему сайту, причем деятельность как Ваших друзей, так и Вашу собственную.
Панель активности может стать первой страницей для вошедших на сайт пользователей, или же Вы можете предоставить пользователям возможность самим формировать первую страницу с помощью виджетов (или элементов). На этой странице пользователи смогут видеть новых членов социальной сети, а также писать сообщения в микроблог.
- Личные сообщения

Вы можете отправлять приватные, личные сообщения своим друзьям.
- Уведомления

Вы можете отслеживать, чем занимаются Ваши друзья путём получения уведомлений, любых по Вашему выбору. Выбирайте отображение той активности, в курсе которой Вы бы хотели быть, и Вы будете оповещены с помощью выбранного Вами средства уведомления: электронные рассылки, входящие сообщения, а также другими методами, которые могут быть добавлены с помощью плагинов.
SMS-уведомления доступны от Curverider.
- Стена

Вы можете писать общедоступные сообщения в профиле пользователя на стене (messageboard).
- Микроблог (а-ля твиттер)

Микроблоги позволяют превратить Ваш сайт в персональный Twitter. Пользователи могут писать сообщения в микроблог через сайт или с помощью SMS. Вы можете отправлять сообщения из своего микроблога в Twitter, и наоборот — Elgg поддерживает тесную интеграцию с сервисом Twitter. Так Ваши друзья и коллеги будут в курсе всего, что происходит у Вас.
- Группы

Пользователи могут создавать группы вокруг интересующей темы и участвовать в совместной групповой дискуссии, обмениваться файлами и изучать страницы групп. Вы можете создавать открытые группы для всех пользователей и закрытые группы с ограниченным членством.
- Блоги

В Elgg 1.5 появились новые инструменты для блогеров со следующими полезными функциями:
• Автосохранение
• Категории
• Переключатель переписки
• Предварительный просмотр
• Возможность вставлять изображения, музыку, видео и другие медиа
- Социальные закладки

Elgg предоставляет пользователям простой инструмент социальных закладок. С помощью кнопки, которую пользователь может разместить на панели инструментов браузера, легко добавлять в закладки и обмениваться ресурсами всего интернета.
- Фото-галерея

Подключение модуля удобной фото-галереи TidyPics расширит функционал вашей социальной сети.
- Видео-галерея
- Документы, страницы (с возможностью совместной работы)

Плагин Pages позволяет хранить иерархически-организованные страницы с текстом, а также устанавливать, кто может читать и писать их. Это означает, что Вы можете совместно с друзьями и коллегами создавать документы, участвовать в процессе написания или просто писать страницу, видеть которую можете только Вы, и показать её миру лишь когда она будет готова.
- Внешние страницы

Внешние страницы — это простой способ для администраторов сайта заполнить обязательные страницы «О сайте», «Правила» и «Конфиденциальность». При использовании с плагином Custom Index можно легко добавлять информацию на главную страницу из легкоуправляемого редактора WYSIWYG.
- Вставка медиа

Новая возможность добавлять медиа позволяет пользователям включать их фотографии, аудиозаписи, видео и прочее в блоги, страницы, комментарии, темы форума и в поля профиля.
Удобное всплывающее окно позволяет пользователям загружать новые файлы и получать доступ к уже загруженному медиа не в последний момент, а сразу при написании текста.
- Файлы

Elgg оснащена полноценным файлохранилищем, который поддерживает широкий спектр форматов файлов, включая фотографии, документы Word, аудиозаписи, видео, PDF и другие. Вы можете быстро переключаться между списками файлов и галереями, чтобы быстрее найти то, что Вам нужно. Пользователи могут демонстрировать свои последние файлы в их профиле и, — используя вставку медиа, — добавлять любой файл в тексты.
- Панель информации

Elgg поставляется с гибкой пользовательской Панелью информации (dashboard), которая может быть заменена на Панель активности. Панель информации действует как окно в Ваш сайт, отображая выбранную информацию об активности и внешних источников.
- Категории

Администратор сайта может установить на сайте общесистемные категории. Когда пользователи загружают файлы, создают блог или новые страницы, они могут распределять эту информацию по заданным категориям. Это наилучший способ создать структуру сайта.
- Доступ

Elgg всегда предоставляла мощный контроль доступа для пользователей. В Elgg 1.5 появились два нововведения. Теперь пользователи могут ограничивать доступ к их информации. Кроме того, установки доступа по умолчанию теперь подконтрольны администратору сайта.
- FAQ, различные модули вопросов-ответов, голосования
- Tinymce

Для удобства форматирования сообщений, блогов и документов доступен адаптированный модуль Tinymce
- OpenID

Вы можете настроить OpenID для быстрой авторизации на сайте пользователей сайтов поддерживающих OpenID-технологию
- Интеграция с MediaWiki

Каждый сайт, построенный на Elgg, может использовать RSS, Open Social, OpenID, FOAF, расширяемый RESTful API, PHP или XML, различные темы и шаблоны, а также богатое количество создаваемых приложений, плагинов и расширений.
Доступна российская сборка на сайте российского сообщества ELGG.

## Публикации в СМИ
- Запущена русская версия платформы для построения соцсетей Elgg (недоступная ссылка)
- Elgg 1.7 Rus — Open Source-платформа для социальных сетей